# Animation
Animation is het derde studioalbum dat Yes-zanger Jon Anderson onder eigen naam uitbracht.

## Inleiding
Door zijn status van Yes-zanger kon hij ook voor dit album, net als bij voorganger Song of seven een aantal gerenommeerde musici inschakelen om hem bij dit album te ondersteunen. Bijzonder daarbij was Ian Wallace; een muziekmaatje uit The Warriors uit de jaren zestig voor dat Anderson bij Yes ging zingen en Wallace bij King Crimson ging drummen. Ook op productioneel gebied traden twee bekende aan, Neil Kernon en oudgediende Tony Visconti. 
De klank van het album werd mede beïnvloed door samenwerkingen met Vangelis en Mike Oldfield (buiten het album om).

## Musici
- Jon Anderson – zanger, akoestische gitaar

Band
- Clem Clempson – gitaren
- Stefano Cerri – basgitaar
- Chris Rainbow – zang
- David Sancious – toetsinstrumenten
- Simon Phillips – drumstel, percussie

Gastmusici
- Dave Lawson – toetsen
- Ronnie Leahy – toetsen
- Blue Weaver – toetsen
- Delmay Strijkkwartet onder arrangement van David Ogden
- Billy Kristian – gitaar
- John Giblin – basgitaar
- Jack Bruce – basgitaar
- drummer – drumstel
- Brother James – percussie
- Morris Pert – percussie
- Brazil Idiots – percussie
- Brett Morgan
- Eugen Sister Moule - achtergrondkoor
- Henry Lowther, Chris Payne en Tony Stanton – blazerssectie onder arrangement van Dick Morrissey

## Muziek
| Nr. | Titel                   | Duur |
| --- | ----------------------- | ---- |
| 1.  | Olympia                 | 4:58 |
| 2.  | Animation               | 9:07 |
| 3.  | Surrender               | 3:53 |
| 4.  | All in a matter of time | 3:06 |

| Nr. | Titel                                                        | Duur |
| --- | ------------------------------------------------------------ | ---- |
| 1.  | Unlearning (The dividing line) (co-auteur Jennifer Anderson) | 4:56 |
| 2.  | Boundaries                                                   | 3:20 |
| 3.  | Pressure point                                               | 3:20 |
| 4.  | Much better reason                                           | 4:27 |
| 5.  | All Gods children                                            | 4:26 |

| Nr. | Titel     | Duur  |
| --- | --------- | ----- |
| 10. | The spell | 11:40 |
| 11. | Spider    | 2:51  |

## Nasleep
Het album werd uitgebracht in de periode dat van de platen waarvan goede verkoopcijfers werden verwacht alvast een compact discversie werd aangemaakt. Dat ging niet op voor Animation, dat pas in 2006 op dat medium werd uitgebracht onder de vlag van Opio Media. Die uitgave is voor wat betreft geluid gemankeerd; de creditlijst werd uitgedund en de originele mastertapes waren niet voorhanden of Anderson kon ze niet krijgen. Rob Ayling werd als uitvoerend producent wel vermeld.
Algemene teneur (IO Pages, Progwereld en Progarchives) is dat het album weliswaar nog interessant is voor de liefhebbers van progressieve rock, maar danig te lijden heeft van Andersons pogingen het te combineren met mainstream popmuziek.
Van het album werden twee singles getrokken, het redelijk bekende Surrender en het onbekende All in a matter of time. Het kon het album niet vlottrekken, slechts in Australië (plaats 97 van 100), Engeland (plaats 43 van 50) en de Verenigde Staten (176 van 200) noteerden het album. Opvallend was ook de notering in de Album Top 100 in Nederland, daar waar Europa het geheel liet afweten (geen notering) behaalde het er in acht weken notering een derde plaats (uit 50), waarschijnlijk aangewakkerd door Surrender, dat daar ook goed verkocht.
Anderson ging met Animation op tournee, waarbij zowel sololiederen als Yes-werk ten gehore bracht.
Anderson rondde na dit album de opvolger Chagall af, maar dat zou de winkels nooit bereiken; het bleef op de plank liggen. In 2021 kwam een nieuwe versie van Animation uit via retrolabel Esoteric Recordings, wel op basis van de mastertapes.  